# البحيرة الفوارة
البحيرة الفوارة أو بحيرة الغليان (بالإنجليزية: Boiling Lake)‏ هي بحيرة تقع في دومينيكا، وتعتبر ثاني أكبر الينابيع الساخنة في العالم، حيث يبلغ عرضها 200 قدم، تمت تسميتها بهذا الاسم نتيجة لامتلائها بفقاعات ذات لون رمادي إلى أزرق، حيث أن درجة الحرارة تتراوح ما بين 82 - 91.5 درجة مئوية على أطراف البحيرة في حين تسجل أعلى بكثير في وسط البحيرة ـ وتغلف بغيوم من البخار. وتصنف كأحد مواقع التراث العالمية.
ويعتقد الجيولوجيون أن البحيرة تشكلت نتيجة صدع في الأرض يسمح بتنفيس الغازات الساخنة من الحمم المنصهرة، وغُمِر بالمياه.